# アレクサンドル・ゴルバトフ
アレクサンドル・ゴルバトフ（Алекса́ндр Васи́льевич Горба́тов；1891年3月9日 - 1973年12月7日）は、ソ連の軍人。上級大将。ソ連邦英雄。

## 経歴
ウラジーミル県パレフスキー地区ポホチノ村出身。下士官として第一次世界大戦に出征。二月革命後、連隊委員会、後に師団委員会の委員。1919年から赤軍に入り、ロシア内戦に従軍。小隊、中隊、連隊、独立騎兵旅団を指揮。内戦終結後、1921年、騎兵中隊長、同年、連隊長。1926年、騎兵指揮課程を修了。1928年、旅団長。1930年、上級指揮要員完全化課程を修了。1931年から騎兵師団長補佐官、1933年、師団長。1937年末、大粛清に遭い、懲役15年を言い渡される。1941年、釈放され、名誉回復。
独ソ戦勃発時、南西戦線の狙撃軍団副軍団長。1941年9月～1942年6月、第226狙撃師団を指揮。1942年6月～10月、南西戦線、後にスターリングラード戦線の騎兵監察官。1942年10月、第24軍副司令官に任命。1943年4月～6月、第20親衛狙撃軍団長。
1943年6月から終戦まで第3軍司令官。1943年7月、第3軍はオリョール攻勢作戦を発動し、8月5日に同市を解放した。1943年秋と1944年冬の攻勢において、第3軍はソジュ、ドニエプル川を渡河し、バグラチオン作戦に参加した。1945年1月～2月、東プロシア作戦に参加した後、オーデル川に進出し、ベルリンの戦いに参加した。東プロシア作戦での功績に対して、ソ連邦英雄の称号が授与された。
1945年6月から第5打撃軍司令官となり、ベルリン警備司令を兼任した。1946年～1950年、軍司令官、1950年～1954年、空挺軍司令官、1954年～1958年、沿バルト軍管区司令官。1958年4月から国防省監察総監。
第2期～第5期ソ連最高会議代議員。
ソ連邦英雄。レーニン勲章3個、十月革命勲章、赤旗勲章4個、一等スヴォーロフ勲章2個、一等及び二等クトゥーゾフ勲章、二等スヴォーロフ勲章、赤星勲章2個を受賞。